# Île de France (Groenland)
Pour les articles homonymes, voir Île-de-France (homonymie).
L'île de France est une île inhabitée du Groenland, située sur sa côte est, dans la mer du Groenland.

## Historique et description
Elle fut découverte lors d'une campagne d'exploration polaire par Philippe d'Orléans dit le « duc d'Orléans », le 28 juillet 1905.
D'une superficie de 246,1 km2,, elle a appartenu au comté de Tunu jusqu'à sa suppression et est désormais rattachée uniquement au Parc national du Nord-Est du Groenland. Son extrémité septentrionale s'appelle le cap Montpensier en référence au duché du même nom.